# Diprion de LeConte
Neodiprion lecontei
Espèce
Neodiprion lecontei, le diprion de LeConte, est une espèce d'insectes hyménoptères symphytes dont les larves attaquent diverses espèces de jeunes pins (pin rouge, pin gris, pin sylvestre) et dont les dégâts, lorsque les larves sont en grand nombre, peuvent entraîner la mort de l'arbre.
Cette espèce, présente uniquement en Amérique du Nord, est dédiée à l'entomologiste américain John Lawrence LeConte (1825-1883).

## Description
Le mâle est noir avec des antennes plumeuses. Il mesure 5 à 6 mm. La femelle a la tête et le thorax brun rouge. Elle mesure de 6 à 9,5 mm.